# Station Quiberon
Station Quiberon is een spoorwegstation in de Franse gemeente Quiberon. Het wordt, enkel in het toeristische seizoen, bediend door treinen van het netwerk TER Bretagne op het traject Auray - Quiberon, bijgenaamd 'Tire-bouchon'.